# Георги Каменов
Георги Цветков Каменов е бивш български футболист, легенда на Ботев (Враца). Роден е на 9 септември 1941 г. в село Градешница, Врачанско. Играе на поста централен нападател.

## Кариера
Каменов започва да играе футбол в Чавдар (Бяла Слатина), като прекарва 2 сезона в първия състав. През 1962 г. преминава в Ботев (Враца). Остава в клуба 13 сезона, като записва 285 мача със 150 гола в А група. Голмайстор №1 в историята на Ботев.
През сезон 1970/71 става втори реализатор на А група с 20 гола след Димитър Якимов, който е с 26, а Ботев Враца завършва на 3-то място в класирането и печели бронзовите медали. За Купата на УЕФА има 2 мача.
Като старши треньор е водил последователно Чавдар (Бяла Слатина) и Ботев (Враца).